# Schumicha
Schumicha (russisch Шумиха) ist eine Stadt in der Oblast Kurgan (Russland) mit 16.040 Einwohnern (Stand 2025).

## Geographie
Die Stadt liegt östlich des Ural, im Südwesten des Westsibirischen Tieflandes, etwa 130 km westlich der Oblasthauptstadt Kurgan. Das Klima ist kontinental.
Die Stadt Schumicha ist Verwaltungszentrum des Rajons Schumichinski.
Schumicha liegt am im Oktober 1896 eröffneten ursprünglichen westsibirischen Streckenabschnitt der Transsibirischen Eisenbahn (Tscheljabinsk–Omsk) sowie an der Fernstraße M51, Teil der transkontinentalen Straßenverbindung Moskau–Wladiwostok, die den Ort nördlich umgeht.

## Geschichte
Schumicha entstand 1892 als Eisenbahnbauarbeitersiedlung bei der Errichtung des vier Jahre später eröffneten Abschnitts der Transsibirischen Eisenbahn. Die Bezeichnung ist von einem vor allem jenseits des Ural häufigen Namen für kleinere Wasserläufe abgeleitet (russisch шум/schum für „Lärm“). 1944 erhielt der Ort Stadtrecht.

### Bevölkerungsentwicklung
| Jahr | Einwohner |
| ---- | --------- |
| 1939 | 13.083    |
| 1959 | 19.421    |
| 1970 | 20.550    |
| 1979 | 21.254    |
| 1989 | 21.984    |
| 2002 | 19.083    |
| 2010 | 17.819    |

Anmerkung: Volkszählungsdaten

## Wirtschaft
In Schumicha gibt es Betriebe des Maschinenbaus und der Lebensmittelindustrie. Der Ort ist Zentrum eines Landwirtschaftgebietes.